# Jos De Hondt
Jos De Hondt (Hemiksem, 22 augustus 1912 – Antwerpen, 11 april 2000 was een Belgisch politicus voor de PVV. Hij was burgemeester van Hemiksem.

## Levensloop
Tijdens de Tweede Wereldoorlog was De Hondt actief als weerstander en lid van de Witte Brigade Fidelio.
De Hondt werd gemeenteraadslid na de gemeenteraadsverkiezingen van 1958. Hij was burgemeester van Hemiksem van 1983 tot 1988. Hij leidde een rooms-blauwe coalitie van CVP en PVV. Hij stopte in 1989 met politiek. 
Hij overleed in het Universitair Ziekenhuis Antwerpen (UZA) ten gevolge van een longontsteking.
In Hemiksem werd de Jos De Hondtlaan naar hem vernoemd.